# Мизове (зупинний пункт)
Ми́зове — пасажирський залізничний зупинний пункт (до 2012 року — станція) Рівненської дирекції Львівської залізниці.
Розташований у однойменному селі Старовижівського району Волинської області, на залізничній лінії Ковель — Заболоття між станціями Заболоття (36 км) та Мощена (11 км).
Колишня станція була відкрита 1873 року.